# Uter
Uterul este un organ cavitar în formă de pară răsturnată. Pereții săi sunt formați din țesut muscular subțire. De la media de 6 - 8 centimetri înălțime și între 3 - 4 centimetri lățime, în cursul sarcinii dimensiunile lui se măresc considerabil (la sfârșitul sarcinii înălțimea uterului este de aproximativ 30 de centimetri). 
Uterul este așezat în continuarea vaginului, în poziție ușor înclinată spre în față, deasupra vezicii urinare. Uneori se poate întâmpla ca poziția lui să fie și orientată ușor spre posterior (spre în spate), în acest caz fiind vorba despre retroversie uterină (uter retrovers). Uterul își schimbă ușor poziția în cursul ciclului menstrual. El este susținut de ligamente care îi conferă o anumită flexibilitate și în același timp îl împiedică să coboare în vagin. Peretele uterin este căptușit de o mucoasă numită endometru. Această mucoasă, destinată să găzduiască oul fecundat, bogată în vase sanguine și structuri glandulare, suportă importante modificări în funcție de perioadele ciclului menstrual și de vârsta femeii.
De fiecare parte a fundului uterin se desprind trompele uterine sau trompele lui Falloppio. Sunt două tuburi flexibile, cu lungimea de 10 - 12 centimetri și cu diametrul interior puțin mai mare decât grosimea unui fir de păr. Ele se termină la nivelul fiecărui ovar printr-un pavilion cu franjuri mobili (fimbrii). Aceste fimbrii captează ovocitul eliberat la suprafața ovarului. Trompele uterine reprezintă locul de întâlnire dintre ovocit și spermatozoizi. Aici va avea loc fecundarea. Rolul trompelor uterine este de a asigura supraviețuirea și trecerea spermatozoizilor și a ovocitului, spre locul de fecundație și trecerea ovocitului fecundat înapoi spre uter, unde se va implanta în endometru.

## Afecțiuni și malformații
Statisticile arată că o femeie din 5.000 se naște fără uter.

## Imagini suplimentare

Uter și tuburi uterine.
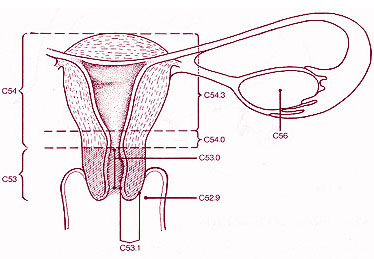
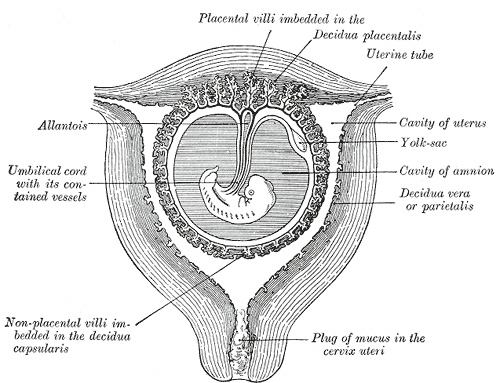
Planul secțional al uterului gravid în a treia și a patra lună.
Fetus in uter, între a cincea și a șasea lună.
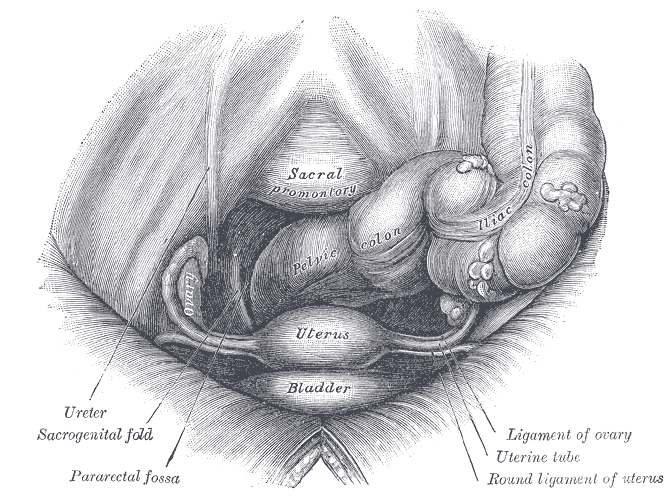
Pelvisul feminin și conținutul său, văzut de sus și în față.
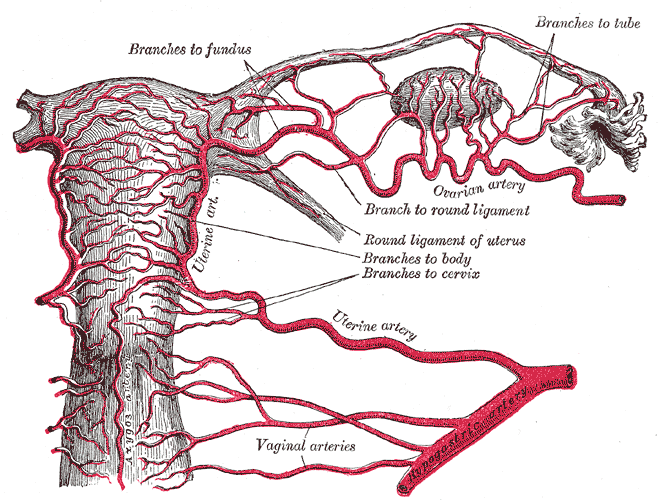
Pelvisul feminin și conținutul său, văzut de sus și în față. Arterele organelor interne de generare ale femeilor, văzute din spate.
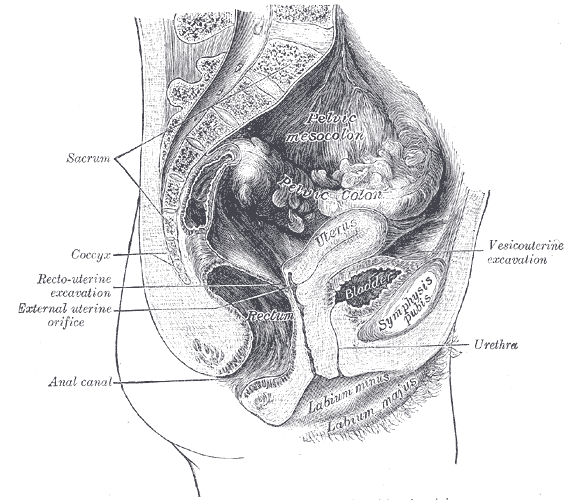
Secțiunea sagitală mediană a pelvisului feminin.
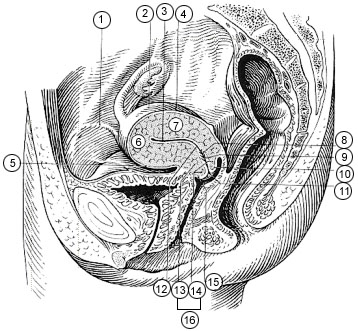
(Descrierea localizată pe pagina de imagine)
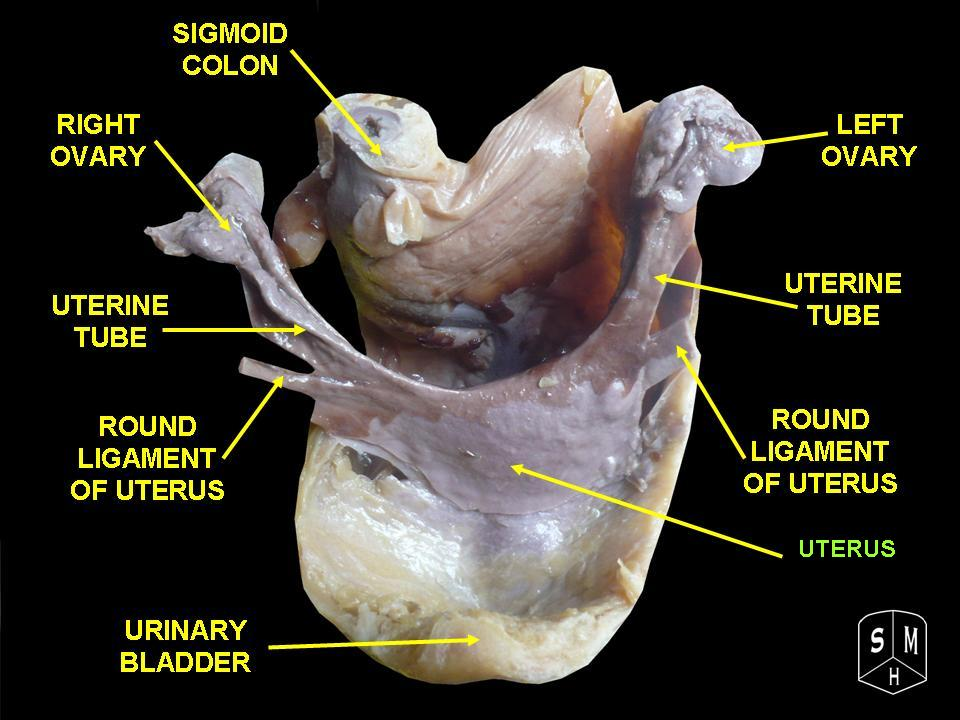
Uter